# Мостовий Олександр Володимирович (футболіст)
Мостовий Олександр Володимирович (рос. Мостовой Александр Владимирович, нар. 22 серпня 1968, Ломоносов) — радянський, згодом російський футболіст, що грав на позиції флангового півзахисника.
Виступав, зокрема, за клуби «Спартак» (Москва) та «Сельта», а також національну збірну Росії.

## Клубна кар'єра
У дорослому футболі дебютував 1986 року виступами за команду клубу «Червона Пресня».
Своєю грою за цю команду привернув увагу представників тренерського штабу клубу «Спартак» (Москва), до складу якого приєднався 1987 року. Відіграв за московських спартаківців наступні чотири сезони своєї ігрової кар'єри. Більшість часу, проведеного у складі московського «Спартака», був основним гравцем команди.
Згодом з 1992 по 1996 рік грав у складі команд клубів «Бенфіка», «Кан» та «Страсбур».
1996 року уклав контракт з клубом «Сельта», у складі якого провів наступні вісім років своєї кар'єри гравця. Граючи у складі «Сельти» також здебільшого виходив на поле в основному складі команди.
Завершив професійну ігрову кар'єру у клубі «Алавес», за команду якого виступав протягом 2004–2005 років.

## Виступи за збірні
1991 року дебютував в офіційних матчах у складі національної збірної СРСР. До припинення існування цієї національної команди провів у її формі 13 матчів, забивши 3 голи.
1992 року провів дві гри в складі збірної СНД. До її заявки на Євро-1992, заради участі в якому ця команда й створювалася, не потрапив.
Того ж року дебютував у складі національної збірної Росії. Протягом кар'єри в національній команді, яка тривала 13 років, провів у формі головної команди країни 50 матчів, забивши 10 голів.
У складі збірної Росії був учасником чемпіонату світу 1994 року в США, чемпіонату Європи 1996 року в Англії, чемпіонату світу 2002 року в Японії і Південній Кореї, а також чемпіонату Європи 2004 року в Португалії.

## Титули і досягнення
- Чемпіон СРСР (2):

«Спартак» (Москва): 1987, 1989
- Володар Кубка Федерації футболу СРСР (1):

«Спартак» (Москва): 1987
- Чемпіон Португалії (1):

«Бенфіка»: 1993-94
- Володар Кубка Португалії (1):

«Бенфіка»: 1992-93
- Володар Кубка Інтертото (2):

«Страсбур»: 1995
«Сельта»: 2000
- Чемпіон Європи (U-21) (1):

СРСР (U-21): 1990